# Michel Tournier
Michel Tournier (19 de desembre de 1924 - 18 de gener de 2016) fou un escriptor francès. La seva primera novel·la, Divendres o els llimbs del Pacífic (Vendredi ou les limbes du Pacifique), va ser mereixedora del Gran Premi de Novel·la de l'Acadèmia Francesa, mentre que amb la seva segona obra, Le Roi des aulnes, va guanyar el Premi Goncourt. Va ser membre de l'Acadèmia Goncourt des de 1972.

## Biografia
Nascut a París dels pares que es van conèixer a la Sorbonne mentre estudiaven alemany, Tournier va passar la seva joventut en Saint-Germain-en-Laye. Va aprendre alemany ben d'hora, i es va quedar cada estiu a Alemanya. Va estudiar filosofia a la Sorbonne ia la Universitat de Tübingen i va assistir als cursos de Maurice de Gandillac. Desitjava ensenyar filosofia a l'escola secundària, però, com el seu pare, no va poder obtenir la seva agrégation.
Tournier es va unir a Radio France com a periodista i traductor i va acollir L'heure de la culture française. El 1954 va treballar en publicitat per a Europe 1. També va col·laborar per a Le Monde i Le Figaro. De 1958 a 1968, Tournier va ser l'editor en cap de Plon. El 1967 Tournier va publicar el seu primer llibre,  Vendredi ou les Limbes du Pacifique, una reversió del Robinson Crusoe de Daniel Defoe, pel qual va ser guardonat amb el Gran Premi de Novel·la de l'Acadèmia Francesa.
Tournier va morir el 18 de gener del 2016 a Choisel, França, a l'edat de 91 anys.

## Obres selectes
- Divendres o els llimbs del Pacífic (Vendredi ou les Limbes du Pacifique -
- El rei dels verns (Le Roi des aulnes)
- Les Météores
- Le Vent Paraclet
- Vendredi ou la Vie sauvage
- Le Coq de bruyère
- Gaspard, Melchior et Balthazar
- Le Vol du vampire
- Gilles et Jeanne
- La Goutte d'or
- Petites Proses
- Le Medianoche amoureux
- La Couleuvrine
- Le Miroir des idées
- Eléazar ou la Source et le Buisson
- Journal extime